# Luis Olivo
Luis Olivo, destacado deportista venezolano de la especialidad de bolos quien fue campeón de Centroamérica y del Caribe en Mayagüez 2010.

## Trayectoria
La trayectoria deportiva de Luis Olivo se identifica por su participación en los siguientes eventos nacionales e internacionales:

### Juegos Centroamericanos y del Caribe
Fue reconocido su triunfo de ser el primer jugador de bolos con el mayor número de medallas de la selección de  Venezuela 
en los juegos de Mayagüez 2010.

#### Juegos Centroamericanos y del Caribe de Mayagüez 2010
Su desempeño en la vigésima primera edición de los juegos, se identificó por ser el tercer deportista con el mayor número de medallas entre todos los jugadores de bolos del evento, con un total de 4 medallas:

- , Medalla de oro: Equipos
- , Medalla de oro: Individual
- , Medalla de plata: Dobles
- , Medalla de bronce: Maestros